# Motorrad-Weltmeisterschaft 1967
Die Motorrad-WM-Saison 1967 war die 19. in der Geschichte der FIM-Motorrad-Straßenweltmeisterschaft.
In der Klasse bis 500 cm³ wurden zehn, in der Klasse bis 350 cm³ und bei den Gespannen acht, in der Klasse bis 250 cm³ 13, in der Klasse bis 125 cm³ zwölf und in der Klasse bis 50 cm³ sieben Rennen ausgetragen.

## Punkteverteilung
| Punktewertung | Punktewertung | Punktewertung | Punktewertung | Punktewertung | Punktewertung | Punktewertung |
| ------------- | ------------- | ------------- | ------------- | ------------- | ------------- | ------------- |
| Platz         | 1             | 2             | 3             | 4             | 5             | 6             |
| Punkte        | 8             | 6             | 4             | 3             | 2             | 1             |

- Die Zahl gewerteter Läufe wurde bei gerader Anzahl an ausgetragenen Rennen berechnet, indem man diese Anzahl halbierte und dann mit eins addierte. Bei sechs Rennen gingen also vier in die WM-Wertung ein.
- Wurde eine ungerade Zahl Rennen ausgetragen, wurde die Zahl der Läufe mit eins addiert und dann halbiert. Bei sieben Rennen gingen somit vier in die Wertung ein.

## 500-cm³-Klasse

### Rennergebnisse
|    | Datum      | Rennen                  | Strecke           | Platz 1          | Platz 2          | Platz 3           | Schn. Rennrunde  |
| -- | ---------- | ----------------------- | ----------------- | ---------------- | ---------------- | ----------------- | ---------------- |
| 1  | 07.05.     | 31. GP von Deutschland  | Hockenheim        | Giacomo Agostini | Peter Williams   | Jack Findlay      | Giacomo Agostini |
| 2  | 12.–16.06. | 49. Isle of Man TT      | Mountain Course   | Mike Hailwood    | Peter Williams   | Steve Spencer     | Mike Hailwood    |
| 3  | 24.06.     | 37. Dutch TT            | Assen             | Mike Hailwood    | Giacomo Agostini | Peter Williams    | Mike Hailwood    |
| 4  | 02.07.     | 40. GP von Belgien      | Spa-Francorchamps | Giacomo Agostini | Mike Hailwood    | Fred Stevens      | Giacomo Agostini |
| 5  | 16.07.     | 10. GP der DDR          | Sachsenring       | Giacomo Agostini | John Hartle      | Jack Findlay      | Giacomo Agostini |
| 6  | 23.07.     | GP der Tschechoslowakei | Masaryk-Ring      | Mike Hailwood    | Giacomo Agostini | John Cooper       | Mike Hailwood    |
| 7  | 06.08.     | GP von Finnland         | Imatra            | Giacomo Agostini | John Hartle      | Billie Nelson     | Giacomo Agostini |
| 8  | 19.08.     | 39. Ulster GP           | Dundrod           | Mike Hailwood    | John Hartle      | Jack Findlay      | Mike Hailwood    |
| 9  | 03.09.     | 45. GP der Nationen     | Monza             | Giacomo Agostini | Mike Hailwood    | Angelo Bergamonti | Mike Hailwood    |
| 10 | 30.09.     | GP von Kanada           | Mosport           | Mike Hailwood    | Giacomo Agostini | Mike Duff         | Mike Hailwood    |

### Fahrerwertung
| 1  | Giacomo Agostini  | MV Agusta          | 46 (58) |
| 2  | Mike Hailwood     | Honda              | 46 (52) |
| 3  | John Hartle       | Métisse-Matchless  | 22      |
| 4  | Peter Williams    | Matchless          | 16      |
| 5  | Jack Findlay      | McIntyre-Matchless | 15      |
| 6  | Fred Stevens      | Paton              | 11      |
| 7  | John Cooper       | Norton / Seeley    | 8       |
| 8  | Gyula Marsovszky  | Matchless          | 7       |
| 9  | Billie Nelson     | Norton             | 6       |
|    | Steve Spencer     | Norton             | 6       |
| 11 | Dan Shorey        | Norton             | 4       |
|    | John Dodds        | Norton             | 4       |
|    | Angelo Bergamonti | Paton              | 4       |

|    | Mike Duff          | Matchless           | 4 |
| 15 | Robin Fitton       | Norton              | 3 |
|    | Bosse Granath      | Métisse-Matchless   | 3 |
|    | John Blanchard     | Seeley / Seeley-URS | 3 |
|    | Ivor Lloyd         | Matchless           | 2 |
| 19 | Rodney Gould       | Norton              | 2 |
|    | Giuseppe Mandolini | Moto Guzzi          | 2 |
|    | Andreas Georgeades | Velocette           | 2 |
| 22 | Griff Jenkins      | Norton              | 1 |
|    | Chris Conn         | Norton              | 1 |
|    | Derek Minter       | Norton              | 1 |
|    | Maurice Hawthorne  | Norton              | 1 |
|    | George Rockett     | Norton              | 1 |

(Punkte in Klammern inklusive Streichresultate)

### Konstrukteurswertung
| 1 | MV Agusta  | 46 (58) |
| 2 | Honda      | 46 (52) |
| 3 | Matchless  | 28 (34) |
| 4 | Norton     | 21 (25) |
| 5 | Métisse    | 22      |
| 6 | Paton      | 12      |
| 7 | Seeley     | 3       |
| 8 | Moto Guzzi | 2       |
|   | Velocette  | 2       |

(Punkte in Klammern inklusive Streichresultate)

## 350-cm³-Klasse

### Rennergebnisse
|   | Datum      | Rennen                  | Strecke         | Platz 1          | Platz 2          | Platz 3           | Schn. Rennrunde  |
| - | ---------- | ----------------------- | --------------- | ---------------- | ---------------- | ----------------- | ---------------- |
| 1 | 07.05.     | 31. GP von Deutschland  | Hockenheim      | Mike Hailwood    | Giacomo Agostini | Renzo Pasolini    | Mike Hailwood    |
| 2 | 12.–16.06. | 49. Isle of Man TT      | Mountain Course | Mike Hailwood    | Giacomo Agostini | Derek Woodman     | Mike Hailwood    |
| 3 | 24.06.     | 37. Dutch TT            | Assen           | Mike Hailwood    | Giacomo Agostini | Renzo Pasolini    | Giacomo Agostini |
| 4 | 16.07.     | 10. GP der DDR          | Sachsenring     | Mike Hailwood    | Giacomo Agostini | Derek Woodman     | Giacomo Agostini |
| 5 | 23.07.     | GP der Tschechoslowakei | Masaryk-Ring    | Mike Hailwood    | Heinz Rosner     | Derek Woodman     | Mike Hailwood    |
| 6 | 19.08.     | 39. Ulster GP           | Dundrod         | Giacomo Agostini | Ralph Bryans     | Heinz Rosner      | Giacomo Agostini |
| 7 | 03.09.     | 45. GP der Nationen     | Monza           | Ralph Bryans     | Silvio Grassetti | Heinz Rosner      | Ralph Bryans     |
| 8 | 14.10.     | GP von Japan            | Fuji            | Mike Hailwood    | Ralph Bryans     | Shigeyoshi Mimuro | Mike Hailwood    |

### Fahrerwertung
| 1  | Mike Hailwood     | Honda             | 40 (48) |
| 2  | Giacomo Agostini  | MV Agusta         | 32      |
| 3  | Ralph Bryans      | Honda             | 20      |
| 4  | Heinz Rosner      | MZ                | 18      |
| 5  | Derek Woodman     | MZ                | 14      |
| 6  | Alberto Pagani    | Aermacchi         | 11      |
| 7  | Kel Carruthers    | Métisse-Aermacchi | 9       |
| 8  | Renzo Pasolini    | Benelli           | 8       |
| 9  | Silvio Grassetti  | Benelli           | 6       |
| 10 | Shigeyoshi Mimuro | Yamaha            | 4       |

| 11 | Fred Stevens     | Paton     | 4 |
| 12 | Gilberto Milani  | Aermacchi | 4 |
| 13 | Gustav Havel (†) | Jawa      | 2 |
|    | Masahiro Wada    | Yamaha    | 3 |
| 15 | Chris Conn       | Norton    | 2 |
|    | Brian Steenson   | Aermacchi | 2 |
| 17 | Dan Shorey       | Norton    | 1 |
|    | Bohumil Staša    | Jawa      | 1 |
|    | Ian McGregor     | Norton    | 1 |
|    | Toshimi Yorino   | Honda     | 1 |

(Punkte in Klammern inklusive Streichresultate)

### Konstrukteurswertung
| 1 | Honda     | 40 (62) |
| 2 | MV Agusta | 32      |
| 3 | MZ        | 22 (24) |
| 4 | Aermacchi | 15 (20) |
| 5 | Benelli   | 14      |
| 6 | Yamaha    | 4       |
| 7 | Paton     | 4       |
| 8 | Norton    | 4       |
| 9 | Jawa      | 3       |

(Punkte in Klammern inklusive Streichresultate)

## 250-cm³-Klasse

### Rennergebnisse
|    | Datum      | Rennen                  | Strecke           | Platz 1       | Platz 2           | Platz 3       | Schn. Rennrunde  |
| -- | ---------- | ----------------------- | ----------------- | ------------- | ----------------- | ------------- | ---------------- |
| 1  | 30.04.     | 17. GP von Spanien      | Montjuïc          | Phil Read     | Ralph Bryans      | José Medrano  | Mike Hailwood    |
| 2  | 07.05.     | 31. GP von Deutschland  | Hockenheim        | Ralph Bryans  | Phil Read         | Heinz Rosner  | Bill Ivy         |
| 3  | 21.05.     | GP von Frankreich       | Clermont-Ferrand  | Bill Ivy      | Phil Read         | Mike Hailwood | Mike Hailwood    |
| 4  | 12.–16.06. | 49. Isle of Man TT      | Mountain Course   | Mike Hailwood | Phil Read         | Ralph Bryans  | Mike Hailwood    |
| 5  | 24.06.     | 37. Dutch TT            | Assen             | Mike Hailwood | Bill Ivy          | Ralph Bryans  | Mike Hailwood    |
| 6  | 02.07.     | 40. GP von Belgien      | Spa-Francorchamps | Bill Ivy      | Mike Hailwood     | Ralph Bryans  | Phil Read        |
| 7  | 16.07.     | 10. GP der DDR          | Sachsenring       | Phil Read     | Bill Ivy          | Ralph Bryans  | Phil Read        |
| 8  | 23.07.     | GP der Tschechoslowakei | Masaryk-Ring      | Phil Read     | Bill Ivy          | Mike Hailwood | Bill Ivy         |
| 9  | 06.08.     | GP von Finnland         | Imatra            | Mike Hailwood | Bill Ivy          | Derek Woodman | Mike Hailwood    |
| 10 | 19.08.     | 39. Ulster GP           | Dundrod           | Mike Hailwood | Ralph Bryans      | Bill Ivy      | Mike Hailwood    |
| 11 | 03.09.     | 45. GP der Nationen     | Monza             | Phil Read     | Bill Ivy          | Ralph Bryans  | Mike Hailwood    |
| 12 | 30.09.     | GP von Kanada           | Mosport           | Mike Hailwood | Phil Read         | Ralph Bryans  | Bill Ivy         |
| 13 | 14.10.     | GP von Japan            | Fuji              | Ralph Bryans  | Akiyasu Motohashi | Jyun Hamano   | Hiroshi Hasegawa |

### Fahrerwertung
| 1  | Mike Hailwood     | Honda    | 50 (54) |
| 2  | Phil Read         | Yamaha   | 50 (56) |
| 3  | Bill Ivy          | Yamaha   | 46 (51) |
| 4  | Ralph Bryans      | Honda    | 40 (58) |
| 5  | Derek Woodman     | MZ       | 18      |
| 6  | Heinz Rosner      | MZ       | 13      |
| 7  | Ginger Molloy     | Bultaco  | 9       |
| 8  | Gyula Marsovszky  | Bultaco  | 8       |
| 9  | Akiyasu Motohashi | Yamaha   | 6       |
| 10 | Tommy Robb        | Bultaco  | 5       |
| 11 | Dave Simmonds     | Kawasaki | 5       |
| 12 | José Medrano      | Bultaco  | 4       |
| 13 | Jyun Hamano       | Yamaha   | 4       |

| 14 | Jack Findlay     | Bultaco   | 3 |
|    | Yvon Duhamel     | Yamaha    | 3 |
| 16 | Bill Smith       | Kawasaki  | 2 |
|    | Fred Stevens     | Paton     | 2 |
|    | Brian Steenson   | Aermacchi | 2 |
|    | Frank Camillieri | Yamaha    | 2 |
|    | Gilberto Milani  | Aermacchi | 2 |
| 21 | Carlos Giró      | OSSA      | 1 |
|    | Rolf Schmid      | Bultaco   | 1 |
|    | Mick Chatterton  | Yamaha    | 1 |
|    | Malcolm Stanton  | Aermacchi | 1 |
|    | Ron Grant        | Yamaha    | 1 |

(Punkte in Klammern inklusive Streichresultate)

### Konstrukteurswertung
| 1 | Honda     | 56 (84) |
| 2 | Yamaha    | 54 (88) |
| 3 | MZ        | 23 (27) |
| 4 | Bultaco   | 16 (18) |
| 5 | Kawasaki  | 5       |
| 6 | Aermacchi | 5       |
| 7 | Paton     | 2       |
| 8 | OSSA      | 1       |

(Punkte in Klammern inklusive Streichresultate)

## 125-cm³-Klasse

### Rennergebnisse
|    | Datum      | Rennen                  | Strecke          | Platz 1          | Platz 2              | Platz 3           | Schn. Rennrunde  |
| -- | ---------- | ----------------------- | ---------------- | ---------------- | -------------------- | ----------------- | ---------------- |
| 1  | 30.04.     | 17. GP von Spanien      | Montjuïc         | Bill Ivy         | Phil Read            | Yoshimi Katayama  | Bill Ivy         |
| 2  | 07.05.     | 31. GP von Deutschland  | Hockenheim       | Yoshimi Katayama | Hans Georg Anscheidt | László Szabó      | Bill Ivy         |
| 3  | 21.05.     | GP von Frankreich       | Clermont-Ferrand | Bill Ivy         | Phil Read            | Yoshimi Katayama  | Bill Ivy         |
| 4  | 12.–16.06. | 49. Isle of Man TT      | Mountain Course  | Phil Read        | Stuart Graham        | Akiyasu Motohashi | Phil Read        |
| 5  | 24.06.     | 37. Dutch TT            | Assen            | Phil Read        | Bill Ivy             | Stuart Graham     | Bill Ivy         |
| 6  | 16.07.     | 10. GP der DDR          | Sachsenring      | Bill Ivy         | Phil Read            | Stuart Graham     | Bill Ivy         |
| 7  | 23.07.     | GP der Tschechoslowakei | Masaryk-Ring     | Bill Ivy         | Stuart Graham        | László Szabó      | Yoshimi Katayama |
| 8  | 06.08.     | GP von Finnland         | Imatra           | Stuart Graham    | Bill Ivy             | Dave Simmonds     | Bill Ivy         |
| 9  | 19.08.     | 39. Ulster GP           | Dundrod          | Bill Ivy         | Phil Read            | Stuart Graham     | Bill Ivy         |
| 10 | 03.09.     | 45. GP der Nationen     | Monza            | Bill Ivy         | Hans Georg Anscheidt | László Szabó      | Bill Ivy         |
| 11 | 30.09.     | GP von Kanada           | Mosport          | Bill Ivy         | Tim Coopey           | Robert Lusk       | Bill Ivy         |
| 12 | 14.10.     | GP von Japan            | Fuji             | Bill Ivy         | Stuart Graham        | Hideo Kanaya      | Bill Ivy         |

### Fahrerwertung
| 1  | Bill Ivy             | Yamaha   | 56 (76) |
| 2  | Phil Read            | Yamaha   | 40      |
| 3  | Stuart Graham        | Suzuki   | 38 (44) |
| 4  | Yoshimi Katayama     | Suzuki   | 19      |
| 5  | László Szabó         | MZ       | 13      |
| 6  | Hans Georg Anscheidt | Suzuki   | 12      |
| 7  | Dave Simmonds        | Kawasaki | 9       |
| 8  | Kel Carruthers       | Honda    | 7       |
| 9  | Tim Coopey           | Yamaha   | 6       |
| 10 | Francesco Villa      | Montesa  | 5       |
|    | Thomas Heuschkel     | MZ       | 5       |
|    | Walter Scheimann     | Honda    | 5       |
| 13 | Akiyasu Motohashi    | Yamaha   | 4       |
|    | Robert Lusk          | Yamaha   | 4       |
|    | Hideo Kanaya         | Suzuki   | 4       |
| 17 | Klaus Enderlein      | MZ       | 3       |
|    | Jürgen Lenk          | MZ       | 3       |

|    | Jean-Guy Duval      | Yamaha  | 3 |
|    | Isao Morishita      | Suzuki  | 3 |
| 20 | Jim Curry           | Honda   | 3 |
| 21 | José Maria Busquets | Montesa | 2 |
|    | Cees van Dongen     | Honda   | 2 |
|    | Kevin Cass          | Bultaco | 2 |
|    | Giovanni Burlando   | Honda   | 2 |
|    | Ralph Swegan        | Yamaha  | 2 |
|    | Yasuho Shigeno      | Suzuki  | 2 |
| 27 | José Medrano        | Bultaco | 1 |
|    | Herbert Mann        | MZ      | 1 |
|    | Jean-Louis Vergnais | Bultaco | 1 |
|    | Rex Avery           | EMC     | 1 |
|    | Hartmut Bischoff    | MZ      | 1 |
|    | Ginger Molloy       | Bultaco | 1 |
|    | Robert Messina      | Yamaha  | 1 |
|    | Barry Smith         | Bultaco | 1 |

(Punkte in Klammern inklusive Streichresultate)

### Konstrukteurswertung
| 1 | Yamaha   | 56 (86) |
| 2 | Suzuki   | 46 (60) |
| 3 | MZ       | 18      |
| 4 | Honda    | 14      |
| 5 | Kawasaki | 9       |
| 6 | Montesa  | 5       |
| 7 | Bultaco  | 5       |
| 8 | EMS      | 1       |

(Punkte in Klammern inklusive Streichresultate)

## 50-cm³-Klasse

### Rennergebnisse
|   | Datum      | Rennen                 | Strecke           | Platz 1              | Platz 2              | Platz 3             | Schn. Rennrunde      |
| - | ---------- | ---------------------- | ----------------- | -------------------- | -------------------- | ------------------- | -------------------- |
| 1 | 30.04.     | 17. GP von Spanien     | Montjuïc          | Hans Georg Anscheidt | Yoshimi Katayama     | Benjamín Grau       | Yoshimi Katayama     |
| 2 | 07.05.     | 31. GP von Deutschland | Hockenheim        | Hans Georg Anscheidt | Rudolf Schmälzle     | José Maria Busquets | Hans Georg Anscheidt |
| 3 | 21.05.     | GP von Frankreich      | Clermont-Ferrand  | Yoshimi Katayama     | Hans Georg Anscheidt | Stuart Graham       | Yoshimi Katayama     |
| 4 | 12.–16.06. | 49. Isle of Man TT     | Mountain Course   | Stuart Graham        | Hans Georg Anscheidt | Tommy Robb          | Stuart Graham        |
| 5 | 24.06.     | 37. Dutch TT           | Assen             | Yoshimi Katayama     | Ángel Nieto          | Barry Smith         | Yoshimi Katayama     |
| 6 | 02.07.     | 40. GP von Belgien     | Spa-Francorchamps | Hans Georg Anscheidt | Yoshimi Katayama     | Stuart Graham       | Yoshimi Katayama     |
| 7 | 14.10.     | GP von Japan           | Fuji              | Mitsuo Itō           | Stuart Graham        | Hiroyuki Kawasaki   | Mitsuo Itō           |

### Fahrerwertung
| 1 | Hans Georg Anscheidt | Suzuki   | 30 (42) |
| 2 | Yoshimi Katayama     | Suzuki   | 28      |
| 3 | Stuart Graham        | Suzuki   | 22      |
| 4 | Ángel Nieto          | Derbi    | 12      |
| 5 | Barry Smith          | Derbi    | 12      |
| 6 | Mitsuo Itō           | Suzuki   | 8       |
| 7 | Rudolf Schmälzle     | Kreidler | 6       |
| 8 | Benjamín Grau        | Derbi    | 4       |
| 9 | José Maria Busquets  | Derbi    | 4       |
|   | Tommy Robb           | Suzuki   | 4       |
|   | Hiroyuki Kawasaki    | Suzuki   | 4       |

| 12 | Aalt Toersen      | Kreidler       | 4 |
| 13 | Juan Bordons      | Derbi          | 3 |
|    | Chris Walpole     | Honda          | 3 |
| 15 | Daniel Crivello   | Derbi          | 3 |
| 16 | Dieter Gedlich    | Kreidler       | 2 |
|    | Leslie Griffiths  | Honda          | 2 |
| 18 | Paul Lodewijkx    | Jamathi        | 2 |
| 19 | Winfried Reinhard | Reimo-Kreidler | 1 |
|    | Stan Lawley       | Honda          | 1 |
|    | Mitsuo Akamatsu   | Suzuki         | 1 |

(Punkte in Klammern inklusive Streichresultate)

### Konstrukteurswertung
| 1 | Suzuki   | 32 (56) |
| 2 | Derbi    | 17 (22) |
| 3 | Kreidler | 10      |
| 4 | Honda    | 3       |
| 5 | Jamathi  | 2       |
| 6 | Reimo    | 1       |

(Punkte in Klammern inklusive Streichresultate)

## Gespanne (500 cm³)

### Rennergebnisse
|   | Datum      | Rennen                 | Strecke           | Platz 1                             | Platz 2                                | Platz 3                             | Schn. Rennrunde                  |
| - | ---------- | ---------------------- | ----------------- | ----------------------------------- | -------------------------------------- | ----------------------------------- | -------------------------------- |
| 1 | 30.04.     | 17. GP von Spanien     | Montjuïc          | Georg Auerbacher / Eduard Dein      | Klaus Enders / Ralf Engelhardt         | Siegfried Schauzu / Horst Schneider | Georg Auerbacher / Eduard Dein   |
| 2 | 07.05.     | 31. GP von Deutschland | Hockenheim        | Klaus Enders / Ralf Engelhardt      | Georg Auerbacher / Eduard Dein         | Tony Wakefield / Graham Milton      | Klaus Enders / Ralf Engelhardt   |
| 3 | 21.05.     | GP von Frankreich      | Clermont-Ferrand  | Klaus Enders / Ralf Engelhardt      | Siegfried Schauzu / Horst Schneider    | Tony Wakefield / Graham Milton      | Helmut Fath / Wolfgang Kalauch   |
| 4 | 12.–16.06. | 49. Isle of Man TT     | Mountain Course   | Siegfried Schauzu / Horst Schneider | Klaus Enders / Ralf Engelhardt         | Colin Seeley / Ray Lindsay          | Georg Auerbacher / Eduard Dein   |
| 5 | 24.06.     | 37. Dutch TT           | Assen             | Klaus Enders / Ralf Engelhardt      | Siegfried Schauzu / Horst Schneider    | Pip Harris / John Thornton          | Klaus Enders / Ralf Engelhardt   |
| 6 | 02.07.     | 40. GP von Belgien     | Spa-Francorchamps | Klaus Enders / Ralf Engelhardt      | Georg Auerbacher / Eduard Dein         | Siegfried Schauzu / Horst Schneider | Klaus Enders / Ralf Engelhardt   |
| 7 | 06.08.     | GP von Finnland        | Imatra            | Klaus Enders / Ralf Engelhardt      | Johann Attenberger / Josef Schillinger | Georg Auerbacher / Eduard Dein      | Klaus Enders / Ralf Engelhardt   |
| 8 | 03.09.     | 45. GP der Nationen    | Monza             | Georg Auerbacher / Billie Nelson    | Heinz Luthringshauser / Geoff Hughes   | Otto Kölle / Rolf Schmid            | Georg Auerbacher / Billie Nelson |

### Fahrerwertung
| 1  | Klaus Enders          | Ralf Engelhardt                            | BMW | 40 (52) |
| 2  | Georg Auerbacher      | Eduard Dein bzw. Billie Nelson             | BMW | 32 (35) |
| 3  | Siegfried Schauzu     | Horst Schneider                            | BMW | 28 (32) |
| 4  | Tony Wakefield        | Graham Milton                              | BMW | 11      |
| 5  | Johann Attenberger    | Josef Schillinger                          | BMW | 10      |
| 6  | Heinz Luthringshauser | Hermann Hahn bzw. Geoff Hughes             | BMW | 10      |
| 7  | Pip Harris            | John Thornton                              | BMW | 10      |
| 8  | Otto Kölle            | Rolf Schmid                                | BMW | 7       |
| 9  | Barry Dungsworth      | Ron Wilson bzw. Neil Caddow                | BMW | 4       |
|    | Arsenius Butscher     | Armgard Neumann                            | BMW | 4       |
|    | Colin Seeley          | Ray Lindsay                                | BMW | 4       |
| 12 | Hans Hänni            | Kurt Barfuss                               | BMW | 3       |
|    | Joseph Duhem          | François Fernandez bzw. Christian Maingret | BMW | 3       |
| 14 | Harald Wohlfahrt      | Heiner Vester                              | BMW | 2       |
|    | Bertil Persson        | Berndt Äström                              | BMW | 2       |
| 16 | Terry Vinicombe       | John Flaxman                               | BSA | 1       |
|    | Ruben Bjarnemark      | Lennart Rägmo                              | BMW | 1       |

(Punkte in Klammern inklusive Streichresultate)

### Konstrukteurswertung
| 1 | BMW | 40 (64) |
| 2 | BSA | 1       |

(Punkte in Klammern inklusive Streichresultate)